# Електріона
Електріона (дав.-гр. Ἠλεκτρυώνη) — персонаж давньогрецької міфології, дочка бога Геліоса та Роди, сестра Геліадів: Охіма, Керкафа, Тріопа, Актія, Кандала, Тенага і Макарея, сестра по матері Кірки. Померла молодою, родосці її вшановували як героїню.
Можливо її прототипом є місцева богиня Алектрона, яка мала на острові своє святилище.